# فمینیسم در کره جنوبی
فمینیسم در کره جنوبی به منشأ و تاریخچه فمینیسم یا حقوق زنان در کره جنوبی اشاره دارد.
بر اساس گزارش سال ۲۰۲۳، کره جنوبی در شاخص شکاف جنسیتی مجمع جهانی اقتصاد از میان ۱۴۶ کشور در رتبه ۱۰۵ قرار گرفت. این شاخص شکاف‌های جنسیتی را در زمینه‌های آموزش، رفاه، اشتغال و قدرت سیاسی ارزیابی می‌کند.
حق رأی زنان در کره جنوبی در ماده ۱۱ قانون اساسی ملی در سال ۱۹۴۸ گنجانده شد که بیان می‌کند: «همه شهروندان در برابر قانون برابر خواهند بود و هیچ تبعیضی در زندگی سیاسی، اقتصادی، اجتماعی یا فرهنگی به دلیل جنسیت، مذهب یا وضعیت اجتماعی وجود نخواهد داشت.»
جنبش فمینیستی یا حقوق زنان در کره جنوبی نسبت به موج اول و موج دوم در جهان غرب، کاملاً جدید است. در حالی که تغییرات چشمگیری در محیط کار و اقتصاد به دنبال صنعتی‌سازی اقتصاد و جهانی‌سازی اعمال شده است، تغییرات فرهنگی در ارزش‌های جامعه کره جنوبی کمتر بوده است.

## تاریخچه

### کنفوسیوس‌گرایی
به دلیل تاریخچه حکومت پادشاهی، تقسیمات سخت‌گیرانه اجتماعی، و ساختار خانواده پدرسالارانه، جامعه کره ساختارهای اجتماعی‌ای را حفظ کرده که رفتارهای ناعادلانه و تخصیص نقش‌های نابرابر به مردان و زنان را توجیه می‌کند. در کانون این پدیده، ایدئولوژی‌های کنفوسیوسی همچنان تأثیر قابل توجهی بر تفکرات مردم دارند.
یکی از اصول اساسی فرزندسالاری در کنفوسیوس‌گرایی، زنان را ملزم به اطاعت از مردان می‌کند. یکی از آموزه‌ها دربارهٔ اطاعت زنان چنین ترجمه شده است: «اطاعت از پدر در جوانی؛ اطاعت از شوهر پس از ازدواج؛ و اطاعت از پسر در دوران پیری.» این آموزه تأکید خاصی بر اطاعت زن از شخصیت مرد اصلی در زندگی‌اش دارد.
همچنین، ترکیب تأکید کنفوسیوس‌گرایی بر روابط میان افراد به جای آزادی فردی، موجب شد تبعیض جنسیتی با این ایدئولوژی توجیه شود؛ به‌طوری‌که نه تنها مردان بلکه زنان نیز، آگاهانه یا ناخودآگاه، جایگاه فرودستی زنان را تأیید کردند.

### دوران استعمار ژاپن
استعمار ژاپن بر کرهمنجر به اتخاذ قوانین خانوادگی شد. پس از حکومت نظامی ارتش ایالات متحده آمریکا در کره، بخش عمده‌ای از سیستم حقوقی دوران استعمار ژاپن دست‌نخورده باقی ماند و تمامی اسناد قانونی همچنان معتبر بودند، مگر اینکه به‌طور خاص با یک دستور ویژه لغو می‌شدند. قوانین خانوادگی، پدرسالاری را به‌طور قانونی تثبیت کردند، از جمله اولویت دادن به وارثان مرد در قانون ارث و سایر سیاست‌های جنسیتی ناعادلانه.
فرایند استعمارزدایی باعث ایجاد شکافی شد بین کسانی که مشتاق بودند تمامی ساختارهای استعمارگرایانه حکومت را از میان بردارند و کسانی که این ساختارهای خانوادگی را با فرهنگ سنتی کره مرتبط می‌دانستند و نمی‌خواستند این ساختارها مختل شوند.

### جنبش زنان کره
جنبش زنان کره در دهه ۱۸۹۰ با تأسیس چانیانگ-هوه آغاز شد و به دنبال آن گروه‌های بسیاری دیگر تشکیل شدند که عمدتاً بر آموزش زنان و حذف تفکیک جنسیتی و سایر رفتارهای تبعیض‌آمیز تمرکز داشتند.
زمانی که کره در سال ۱۹۱۰ به مستعمره ژاپن تبدیل شد، انجمن‌های زنان توسط دولت ژاپن ممنوع شدند. بسیاری از زنان به جای فعالیت در این انجمن‌ها، به گروه‌های مقاومت زیرزمینی مانند یوسونگ آئگوک تونجی-هوه (انجمن زنان میهن‌پرست) و تهان آئگوک بوین-هوه (انجمن زنان میهن‌پرست کره) پیوستند. در نتیجه، نقش زنان در جامعه شروع به تغییر کرد.
کیم رنسا یکی از آموزگاران اولیه کره‌ای بود که به‌خاطر حمایت از توانمندسازی زنان از طریق آموزش شهرت دارد. در پاسخ به مقاله‌ای نوشته یون چی هو در مجله مأموریت کره ای‌ها شکست خورد در ژوئیه ۱۹۱۱ که بر ضرورت یادگیری کارهای خانه توسط زنان کره‌ای تأکید داشت، کیم مقاله‌ای منتشر کرد که در آن تأکید داشت: «هدف از آموزش زنان این نیست که بهتر آشپزی یا خیاطی کنند»، و همچنین اظهار داشت: «نباید بدون شواهد کافی، دانشجویان زن را به‌دلیل ندانستن شست‌وشوی لباس یا اتو کردن مقصر دانست.
پس از پایان جنگ و تقسیم کره در سال ۱۹۴۵، جنبش زنان کره به دو بخش تقسیم شد. در کره شمالی، تمامی جنبش‌های زنان به اتحادیه زنان دموکراتیک کره هدایت شدند. در کره جنوبی، جنبش زنان در سال ۱۹۵۹ تحت لوای شورای ملی زنان کره متحد شد، نهادی که در سال ۱۹۷۳ گروه زنان را در جامعه سراسری زنان برای اصلاح قانون خانواده سازمان‌دهی کرد تا قانون تبعیض‌آمیز خانواده سال ۱۹۵۷ را اصلاح کند؛ هدفی که تا پایان قرن بیستم ادامه داشت و تا سال ۱۹۹۱ به اصلاح عمده‌ای منجر نشد.